# Sydossetiens herrlandslag i fotboll
Sydossetiens herrlandslag i fotboll representerar Sydossetien i fotboll för herrar, och kontrolleras av det sydossetiska fotbollsförbundet, som inte är medlem av Fifa eller Uefa. Första matchen spelades 2013 mot Abchazien som slutade med 0–3-förlust. Sydossetien är medlem i Conifa och kan tävla i Conifa:s Europamästerskap och Världsmästerskap.
Man deltog i det första världsmästerskapet, som hölls i Sápmi 2014 där man slutade på en fjärdeplats bakom Arameiska/syrianska, Ellan Vannin och Nice. Sydossetiens första deltagande i EM kom under 2017 i Nordcypern, där man slutade på en åttonde- och sista plats. Under EM i Nagorno-Karabach 2019 gick det desto bättre, då man vann mästerskapet före Västarmenien, Abchazien och Tsamerien